# Xe chiến đấu bộ binh Mitsubishi Type 89
Xe chiến đấu bộ binh Kiểu 89 Mitsubishi (tiếng Nhật: 三菱89式装甲戦闘車 Mitsubishi 89-shiki sōkō-sentō-sha) là xe chiến đấu bộ binh của Nhật Bản. Xe do do nhà thầu chính Mitsubishi và nhà thầu phụ Komatsu hợp tác chế tạo và trang bị cho Lực lượng Phòng vệ Mặt đất Nhật Bản từ năm 1989.
Xe này có động cơ phía trước. Động cơ diesel 600 mã lực. Hộp số tự động. Vỏ xe bằng thép, một cải tiến so với vỏ bằng hợp kim nhôm của xe bọc thép Kiểu 73. Vũ khí chính là một khẩu pháo Oerlikon Contraves 35 mm trên tháp pháo có tốc độ bắn 300 phát/phút do Nhật Bản chế tạo theo giấy phép. Hai bên tháp pháo là 2 ống phóng tên lửa đa năng Jyu-MAT. Ngoài ra, xe còn được trang bị 1 súng máy 7,62 mm Kiểu 74. Phía dưới mỗi ống phóng tên lửa là một dãy 3 ống phóng lựu đạn khói. Xe có 8 ống tiềm vọng, trong đó 2 dành cho pháo thủ và 6 dành cho xa trưởng. Ngoài ra, tháp pháo còn được trang bị thiết bị cảnh báo bằng laser.
Tổ lái gồm 3 người trong đó xa trưởng và pháo thủ trên tháp pháo. Chiến sĩ bộ binh đi cùng là 6 người, ngồi trong khoang dành riêng ở sau xe, trong đó 3 chiến sĩ ngồi bên trái, 1 chiến sĩ ngồi phía sau, 2 chiến sĩ ngồi bên phải. Mỗi chiến sĩ có 1 lỗ hỏa mai và một kính tiềm vọng. Cửa ra vào cho chiến sĩ bộ binh gồm 2 cánh cửa mở phía sau.